# Antón Kochenkov
Antón Aleksándrovich Kochenkov (en ruso: Антон Александрович Коченков; Biskek, RSS de Kirguistán, Unión Soviética, 2 de abril de 1987) es un futbolista kirguís/ruso que juega de portero.

## Clubes
Actualizado al último partido disputado el 27 de mayo de 2023.
| Club                             | País  | Año       | PJ | Goles |
| -------------------------------- | ----- | --------- | -- | ----- |
| F. C. Lokomotiv de Moscú         | Rusia | 2004-2008 | 0  | 0     |
| F. C. Nizhni Nóvgorod (préstamo) | Rusia | 2008      | 18 | 0     |
| F. C. Nizhni Nóvgorod            | Rusia | 2009      | 35 | 0     |
| F. C. Volga Nizhni Nóvgorod      | Rusia | 2010-2012 | 24 | 0     |
| F. C. Rostov (préstamo)          | Rusia | 2011      | 17 | 0     |
| P. F. C. Spartak de Nalchik      | Rusia | 2012-2013 | 32 | 0     |
| F. C. Mordovia Saransk           | Rusia | 2003-2015 | 58 | 0     |
| F. C. Lokomotiv de Moscú         | Rusia | 2015-2021 | 27 | 0     |
| F. C. Krasnodar (préstamo)       | Rusia | 2015      | 0  | 0     |
| F. C. Tom Tomsk (préstamo)       | Rusia | 2016      | 12 | 0     |
| P. F. C. Arsenal Tula            | Rusia | 2021-2023 | 32 | 0     |

## Palmarés

### Títulos nacionales
| Título                | Club                     | País  | Año     |
| --------------------- | ------------------------ | ----- | ------- |
| Copa de Rusia         | F. C. Lokomotiv de Moscú | Rusia | 2016-17 |
| Liga Premier de Rusia | F. C. Lokomotiv de Moscú | Rusia | 2017-18 |
| Copa de Rusia         | F. C. Lokomotiv de Moscú | Rusia | 2018-19 |
| Supercopa de Rusia    | F. C. Lokomotiv de Moscú | Rusia | 2019    |
| Copa de Rusia         | F. C. Lokomotiv de Moscú | Rusia | 2020-21 |